# Blaps mortisaga
Blaps mortisaga — вид жуків родини чорнотілок (Tenebrionidae).

## Етимологія
Видова назва mortisaga перекладається з латини як «провісник смерті», оскільки в давнину існувало повір'я, що зустріч цього жука у будинку провіщає смерть когось з його мешканців.

## Поширення
Вид поширений в Європі, на Кавказі та у Середній Азії. Завезений до Північної Америки. Прив'язаний до людських поселень.

## Опис
Жук завдовжки 2-2,5 см, чорного кольору, з великою і заокругленою передньоспинкою, без крил і з'єднаними опуклими надкрилами. При небезпеці він виділяє з заднього проходу темну рідину з сильним неприємним запахом, яка злегка може викликати подразнення  шкіри.

## Спосіб життя
Він має нічні звички і живе переважно у вологому та темному середовищі (наприклад, у підвалах, руїнах чи в лігвах тварин), де багато загниваючих речовин, якими він харчується і де він також відкладає яйця. Тривалість стадії личинки становить 9-16 місяців, лялечки 20–35 днів.